# Bammersdorf (Eggolsheim)
Bammersdorf ist ein Gemeindeteil des Marktes Eggolsheim im Landkreis Forchheim (Oberfranken, Bayern).

## Geografie
Das Dorf liegt im Erlanger Albvorland etwa drei Kilometer südsüdöstlich des Ortszentrums von Eggolsheim auf einer Höhe von 303 m ü. NHN.

## Geschichte
Bis zum Beginn des 19. Jahrhunderts unterstand Bammersdorf der Landeshoheit des Hochstifts Bamberg. Die Dorf- und Gemeindeherrschaft wurde dabei vom bambergischen Amt Eggolsheim in seiner Funktion als Vogteiamt wahrgenommen. Das gleiche Amt übte auch die Hochgerichtsbarkeit in seiner Rolle als Centamt aus.
Als das Hochstift Bamberg infolge des Reichsdeputationshauptschlusses 1802/03 säkularisiert und unter Bruch der Reichsverfassung vom Kurfürstentum Pfalz-Baiern annektiert wurde, wurde Bammersdorf Bestandteil der während der „napoleonischen Flurbereinigung“ gewaltsam in Besitz genommenen neubayerischen Gebiete.
Durch die Verwaltungsreformen zu Beginn des 19. Jahrhunderts im Königreich Bayern wurde Bammersdorf mit dem Zweiten Gemeindeedikt 1818 eine Ruralgemeinde, zu der auch das Schloss Jägersburg gehört hatte. Im Zuge der Gebietsreform in Bayern wurde die Gemeinde Bammersdorf am 1. Juli 1972 in den Markt Eggolsheim eingegliedert. Im Jahr 1987 hatte Bammersdorf 683 Einwohner.

## Verkehr
Die von der  Staatsstraße St 2244 kommende Kreisstraße FO 1 durchquert den Ort und führt weiter nach Jägersburg, wo sie in die Kreisstraße FO 17 einmündet. Der ÖPNV bedient das Dorf an einer Haltestelle der Buslinie 266 des VGN in Richtung Forchheim und in die Gegenrichtung nach Eggolsheim. Die nächstgelegenen Bahnhöfe an der Bahnstrecke Nürnberg–Bamberg befinden sich in Eggolsheim und Forchheim.

## Baudenkmäler

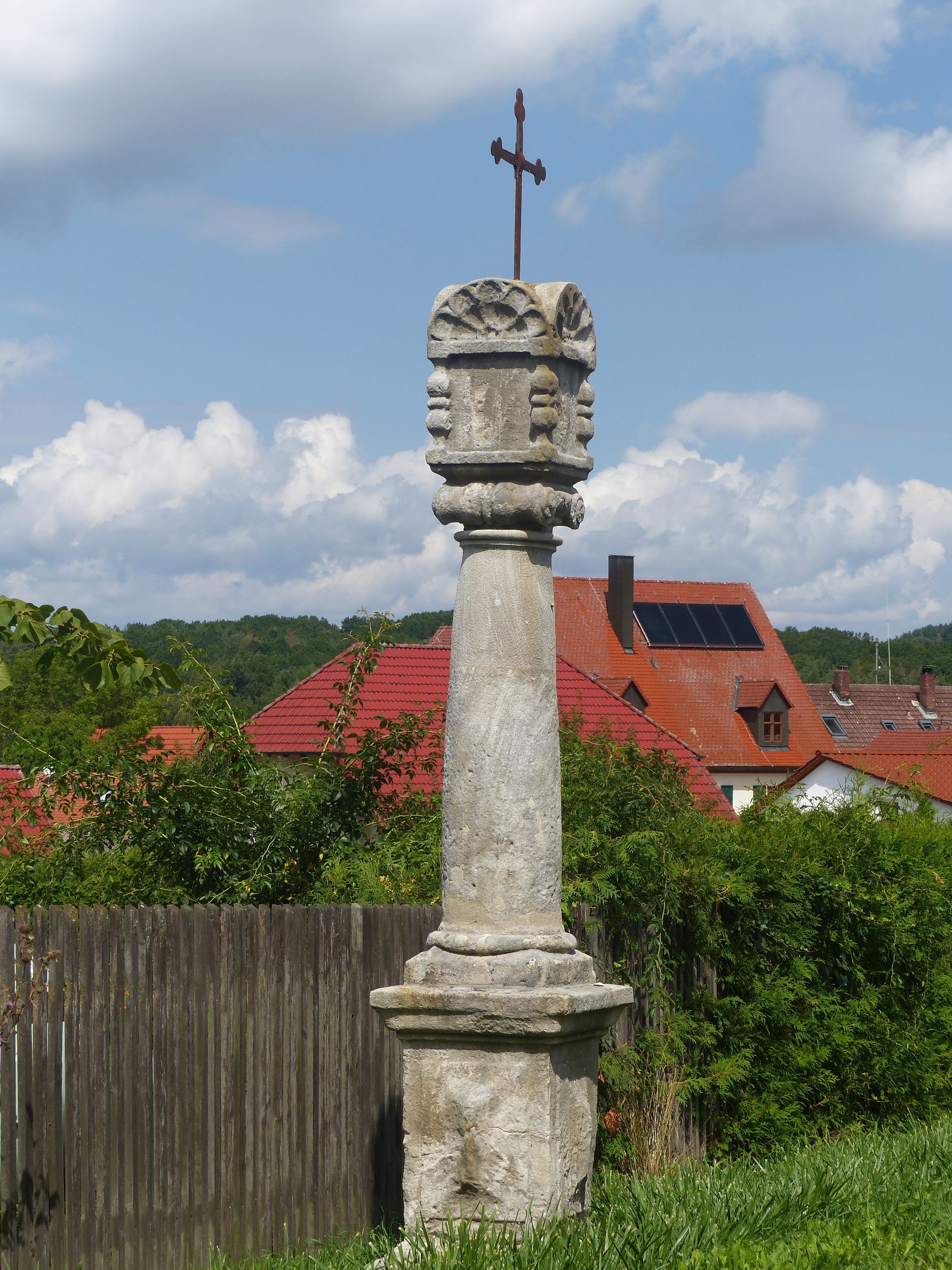
Eine Marter aus der ersten Hälfte des 18. Jahrhunderts

In und um Bammersdorf gibt es acht denkmalgeschützte Objekte, darunter drei Bauernhäuser und ein ehemaliger Stadel.